# Nyssodrysternum santossilvai
Nyssodrysternum santossilvai es una especie de escarabajo longicornio del género Nyssodrysternum, tribu Acanthocinini, subfamilia Lamiinae. Fue descrita científicamente por J.-P. Roguet en 2021.

## Descripción
Mide 3,51 milímetros de longitud.

## Distribución
Se distribuye por Guayana Francesa.